# Seznam scholastiků Metropolitní kapituly u svatého Václava v Olomouci
Toto je úplný seznam scholastiků Metropolitní kapituly u svatého Václava v Olomouci.
Scholasterie olomoucké kapituly byla povýšena na hodnost 4. kapitulního preláta dne 26. července 1492.

## Seznam
- 1492–1504 	Jan Heřmanův z Lehnice
- 1504–1505  	Ondřej Blandr
- 1505–1525 	Jiří Junkerman
- 1525–1530 	Bernard Zoubek ze Zdětína
- 1531–1540	   	Hynek Žárka z Počenic
- 1540–1547		Václav Kroczar
- 1548–1562		Mikuláš Chyba z Kovačova
- 1562–1570		Jan Hadius
- 1571–1572		Jan Grodecký z Brodů
- 1573–1577		Václav Grodecký z Brodů
- 1577–1579		Stanislav Pavlovský z Pavlovic
- 1579–1583		Jan Sternský ze Sternu
- 1583–1590		Petr Vlček
- 1590–1600		Jan Jerger
- 1600–1606		Eliáš Hovora z Vyškova
- 1607–1612		Jan Jakub Wacker z Wackerfelsu
- 1612–1615		Jan Perger z Pergu
- 1615–1622		Hynek Jindřich Novohradský z Kolovrat
- 1628–1638		Jeroným Picinardi
- 1638–1640		Jakub Merkurián
- 1640–1659		Šebestián Lustrier z Liebensteinu
- 1665–1668		Ondřej Dirre
- 1668–1681		Jan Fridrich Breuner
- 1682–1702		Ferdinand Schröffel ze Schröffenheimu
- 1702–1706		František Ondřej z Mondorfu
- 1706	        Vilém Vojtěch Kolovrat-Libštejnský
- 1717–1730		Otto Honorius hrabě z Egkhu a Hungersbachu
- 1730–1741		František Ferdinand Oedt
- 1746–1748		Kašpar Florentius Glandorf
- 1748–1758		František Řehoř Giannini
- 1758–1759		Heřman Hannibal z Blümegenu
- 1759–1764		Leopold Antonín Podstatský
- 1764–1779		Michal Amand z Althannu
- 1780–1812		Kryštof František Migazzi
- 1812–1825		Jan Buol
- 1827–1832		Karel Zinneburg
- 1834–1842		Rudolf von Thyssebaert
- 1842–1861		Jindřich Martin Holle
- 1861–1880		Artur Königsbrunn
- 1880–1899		Vincenc Ehrenburg
- 1899–1905		Jan Wache
- 1905–1906		Vilém Blažek
- 1906–1912		Karel Wisnar
- 1913	        Maximilián Mayer-Wallerstein-Ahrdorff
- 1914–1918		Jan Pospíšil
- 1918–1927		Jindřich Geisler
- 1930–1938		Jan Stavěl
- 1944– 		Stanislav Zela